# A los hombres que amé
A los Hombres que Amé es el vigésimo álbum de estudio de Ana Belén.
Se trata de un disco en el que Ana Belén canta, interpreta y recrea canciones de 14 de sus compositores favoritos, como Joaquín Sabina, Kiko Veneno, Joan Manuel Serrat y Fito Páez, entre otros. Cuenta con la producción y los arreglos de David San José, hijo de la cantante.
Con este disco, Ana Belén rompe cuatro años de silencio discográfico, desde la publicación de su álbum Anatomía.
A los Hombres que Amé se publica en dos formatos diferentes:
- Edición Sencilla. Contiene el CD con 14 canciones.
- Edición Especial. Contiene el CD con 14 canciones + Libro de 40 páginas con fotos exclusivas, letras de las canciones y textos de los autores.[3]

La publicación del disco coincidió con el inicio de la serie de conciertos en el Teatro Español de Madrid enmarcados dentro de la gira Música callada. La vida rima junto a Rosa Torres-Pardo.
El álbum obtuvo la certificación de Disco de Oro por sus ventas en España.

## Lista de canciones[5]
| N.º | Título                            | Escritor(es)                    | Duración |  |
| 1.  | «Debajo del puente»               | Pedro Guerra                    | 3:14     |  |
| 2.  | «No estás sola»                   | Miguel Ríos, Rafael Guillermo   | 3:48     |  |
| 3.  | «Echo de menos»                   | Kiko Veneno                     | 4:01     |  |
| 4.  | «Las cuatro y diez»               | Luis Eduardo Aute               | 3:25     |  |
| 5.  | «Cançó de matinada»               | Joan Manuel Serrat              | 3:27     |  |
| 6.  | «A trabajos forzados»             | Antonio Vega                    | 4:01     |  |
| 7.  | «La banda»                        | Chico Buarque                   | 4:30     |  |
| 8.  | «Y sin embargo»                   | Joaquín Sabina                  | 4:55     |  |
| 9.  | «El breve espacio en que no está» | Pablo Milanés                   | 3:36     |  |
| 10. | «Razones»                         | Juan Luis Guerra                | 4:13     |  |
| 11. | «11 y 6»                          | Fito Páez                       | 3:11     |  |
| 12. | «Ojalá que te vaya bonito»        | José Alfredo Jiménez            | 3:25     |  |
| 13. | «Canción para Carito»             | León Gieco, Antonio Tarragó Ros | 4:02     |  |
| 14. | «Canción pequeña»                 | Víctor Manuel                   | 4:16     |  |

## Especial en TVE
Ana Belén presentó el álbum en un programa especial emitido en Nochebuena en La 1 de TVE. Durante el programa la artista presentó sus nuevos temas y repasó sus éxitos de siempre, compartiendo escenario con artistas como Miguel Bosé, Joaquín Sabina, Joan Manuel Serrat, Víctor Manuel, Pasión Vega y Estopa. La emisión del especial obtuvo un rotundo éxito de audiencia, mejorando en 5,7 puntos los datos de la cadena con respecto al año anterior.

## Gira
En marzo de 2012 la cantante emprende una nueva gira en solitario de 2 años para presentar el disco. En el marco de esta gira Ana ofrece su primer concierto en el Teatro del Liceo de Barcelona y actúa durante 5 noches consecutivas en el Teatro Español de Madrid. La artista compagina los conciertos con los ensayos y representaciones de Electra en el Festival de Teatro de Mérida en el verano de 2012. En América Latina presenta el álbum en los conciertos de las fases cuarta y quinta de la gira Tal para cual con Víctor Manuel, en 2012 y 2013, respectivamente, y con conciertos en solitario en 2014.

### Fechas de la gira[8][9][10]

#### Conciertos en solitario
| Fecha                    | Ciudad                     | Recinto                                      |
| ------------------------ | -------------------------- | -------------------------------------------- |
| 24 de marzo de 2012      | La Orotava                 | Auditorio Teobaldo Power                     |
| 4 de mayo de 2012        | Puertollano                | Auditorio Municipal Pedro Almodóvar          |
| 20 de mayo de 2012       | Barcelona                  | Gran Teatro del Liceo                        |
| 7 de junio de 2012       | Burgos                     | Centro Cultural Caja Burgos                  |
| 4 de agosto de 2012      | La Coruña                  | Plaza María Pita                             |
| 8 de agosto de 2012      | San Feliu de Guíxols       | Espai Port Marítim                           |
| 18 de agosto de 2012     | Córdoba                    | Teatro de la Axerquía                        |
| 25 de agosto de 2012     | San Javier                 | Auditorio Parque Almansa                     |
| 12 de septiembre de 2012 | Madrid                     | Teatro Español                               |
| 13 de septiembre de 2012 | Madrid                     | Teatro Español                               |
| 14 de septiembre de 2012 | Madrid                     | Teatro Español                               |
| 15 de septiembre de 2012 | Madrid                     | Teatro Español                               |
| 16 de septiembre de 2012 | Madrid                     | Teatro Español                               |
| 17 de noviembre de 2012  | Cornellá                   | Auditori                                     |
| 24 de noviembre de 2012  | Torrejón de Ardoz          | Teatro José María Rodero                     |
| 8 de diciembre de 2012   | Murcia                     | Teatro Circo                                 |
| 19 de enero de 2013      | Ferrol                     | Teatro Jofre                                 |
| 24 de enero de 2013      | Barcelona                  | Palacio de la Música Catalana                |
| 25 de enero de 2013      | Lérida                     | La Lonja de Lérida                           |
| 9 de febrero de 2013     | Valencia                   | Palacio de la Música                         |
| 16 de febrero de 2013    | Zaragoza                   | Teatro Principal                             |
| 22 de febrero de 2013    | Granollers                 | Teatre Auditori                              |
| 8 de marzo de 2013       | Manresa                    | Kursaal                                      |
| 9 de marzo de 2013       | Vich                       | Teatre L'Atlàntida                           |
| 15 de marzo de 2013      | Miranda de Ebro            | Centro Cultural Caja de Burgos               |
| 16 de marzo de 2013      | Aranda de Duero            | Centro Cultural Caja de Burgos               |
| 10 de mayo de 2013       | Éibar                      | Teatro Coliseo                               |
| 11 de mayo de 2013       | Basauri                    | Teatro Social Antzoki                        |
| 17 de mayo de 2013       | Cartagena                  | Auditorio El Batel                           |
| 18 de mayo de 2013       | San Sebastián de los Reyes | Teatro Auditorio Municipal Adolfo Marsillach |
| 23 de mayo de 2013       | San Cugat del Vallés       | Teatre-Auditori                              |
| 25 de mayo de 2013       | Pozuelo de Alarcón         | Mira Teatro                                  |
| 15 de junio de 2013      | Roquetas de Mar            | Teatro Auditorio                             |
| 28 de junio de 2013      | Rubí                       | Amfiteatre del Castell                       |
| 27 de julio de 2013      | Tarragona                  | Auditori Camp de Mart                        |
| 19 de agosto de 2013     | Bilbao                     | Abandoibarra                                 |
| 7 de marzo de 2014       | Rosario                    | Teatro El Círculo                            |
| 8 de marzo de 2014       | Buenos Aires               | Teatro Gran Rex                              |
| 9 de marzo de 2014       | La Plata                   | Teatro Argentino de La Plata                 |
| 11 de marzo de 2014      | Santiago de Chile          | Teatro Nescafé de las Artes                  |
| 12 de marzo de 2014      | Rancagua                   | Teatro Regional de Rancagua                  |

#### Conciertos conVíctor Manuel
| Fecha                   | Ciudad                     | Recinto                                        |
| ----------------------- | -------------------------- | ---------------------------------------------- |
| 21 de octubre de 2012   | Saltillo                   | Plaza de Armas                                 |
| 24 de octubre de 2012   | Quito                      | Teatro Nacional C.C.E.                         |
| 26 de octubre de 2012   | Santo Domingo              | Salón Principal del Santo Domingo Country Club |
| 27 de octubre de 2012   | Santiago de los Caballeros | Gran Teatro del Cibao                          |
| 31 de octubre de 2012   | México D.F.                | Teatro Metropólitan                            |
| 2 de noviembre de 2012  | Acapulco                   | Fórum de Mundo Imperial                        |
| 30 de noviembre de 2012 | San Miguel de Allende      | Explanada del Jardín Principal                 |
| 5 de abril de 2013      | Córdoba                    | Orfeo Superdomo                                |
| 6 de abril de 2013      | Rosario                    | Teatro El Círculo                              |
| 7 de abril de 2013      | Rosario                    | Teatro El Círculo                              |
| 9 de abril de 2013      | Montevideo                 | Teatro de Verano Ramón Collazo                 |
| 12 de abril de 2013     | Buenos Aires               | Teatro Gran Rex                                |
| 13 de abril de 2013     | Buenos Aires               | Teatro Gran Rex                                |
| 17 de abril de 2013     | Lima                       | Gran Teatro Nacional del Perú                  |
| 18 de abril de 2013     | Medellín                   | Teatro de la Universidad de Medellín           |
| 20 de abril de 2013     | Bogotá                     | Teatro Jorge Eliécer Gaitán                    |
| 23 de abril de 2013     | San José                   | Teatro Melico Salazar                          |
| 24 de abril de 2013     | San José                   | Teatro Melico Salazar                          |
| 26 de abril de 2013     | La Paz                     | Teatro al Aire Libre                           |
| 28 de abril de 2013     | Santiago de Chile          | Teatro Caupolicán                              |